# Software pro penetrační testování
Software pro penetrační testování je označení pro počítačové programy, které umožňují identifikaci, analýzu a exploitaci zranitelností v systémech, sítích a aplikacích. Používá se k simulaci reálných kybernetických útoků za účelem zlepšení bezpečnostních opatření a ochrany dat. Tento software zahrnuje různé typy nástrojů, včetně skenerů zranitelností, nástrojů pro analýzu sítě, exploitačních frameworků a nástrojů pro skenování webových aplikací. Zároveň je klíčový pro provedení penetračního testu.

## Typy softwaru pro penetrační testování

### Skenery zranitelnost
Skenery zranitelností pracují s proaktivním přístupem, vyhledávají zranitelnosti, ideálně ještě předtím, než jsou zneužity. Soustředí se tak pouze je na už obecně známé problémy, což je zároveň i jejich limitem, jelikož existuje možnost, že v systému je přítomen specifický nedostatek, který tyto skenery nedokáží odhalit. 
Například Nessus a OpenVAS detekují známé zranitelnosti na základě databází CVE. Tyto nástroje jsou efektivní pro rychlou detekci široké škály běžnějších slabin.

### Nástroje pro analýzu sítě

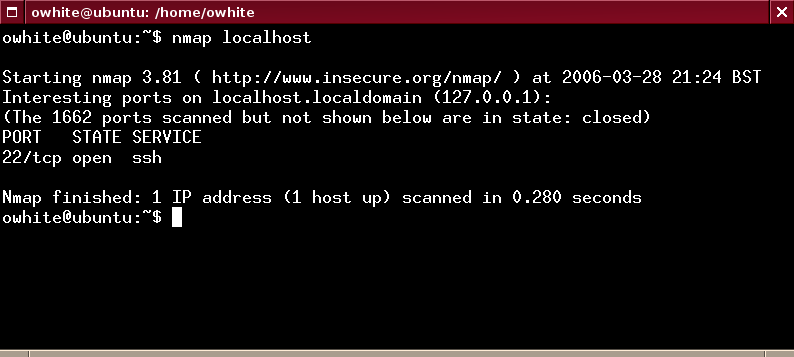
Použití nástroje Nmap

Při této technice se tester zaměřuje na identifikaci bezpečnostních nedostatků spojených s návrhem, implementací a provozem sítě cílové organizace. Tester analyzuje a kontroluje různé součásti sítě, jako jsou modemy, zařízení pro vzdálený přístup a další připojení, která mohou sloužit jako potenciální vstupní bod pro útočníka, aby se naboural do sítě cílové organizace.
Mezi tyto nástroje patří mimo jiné Wireshark, který analyzuje síťový provoz, nebo Nmap, který mapuje síťovou infrastrukturu a hledá otevřené porty. Tyto nástroje jsou důležité pro odhalení anomálií na úrovni sítě.

### Exploitační framework
Exploitační framework je soubor nástrojů a technik navržených pro identifikaci a využití zranitelností v počítačových systémech. Tyto rámce umožňují simulaci kybernetických útoků, a to jak na známé zranitelnosti, tak na ty, které ještě nebyly veřejně odhaleny. Cílem je nejen potvrdit existenci zranitelností, ale i ověřit jejich potenciální dopad na bezpečnost systémů.
Například software Metasploit umožňuje simulaci útoků na základě známých i neznámých zranitelností, a tím pomáhá testovat odolnost systémů.

### Nástroje pro skenování webových aplikací
Nástroje pro skenování webových aplikací jsou nástroje používané penetračními testery. Slouží k vyhodnocování webových aplikací s primárním cílem identifikovat a zmírnit potenciální zranitelnosti, aby se zabránilo narušení bezpečnosti. Bezpečnostní opatření by měla být začleněna v průběhu celého životního cyklu vývoje webové aplikace, nikoliv přidávána a testována až v závěrečných fázích vývoje.
Řadí se sem aplikace jako Burp Suite a OWASP ZAP, jež detekují slabiny v aplikacích, jako je nedostatečná obrana vůči SQL injection či XSS a jsou důležité pro bezpečnost webových platforem.